# Gliese 674 b
{{Info/Planeta
| nome = Gliese 674 b
| imagem = 
| imagem_legenda = 
| estrela = Gliese 674
| magnitude = 9,382<ref name=Bonfils2007>«The HARPS search for southern extra-solar planets. X. A m sin i = 11 M_⊕ planet around the nearby spotted M dwarf GJ 674» Parâmetro desconhecido |método_detecção= ignorado (ajuda); Parâmetro desconhecido |ref_órbita= ignorado (ajuda); Parâmetro desconhecido |período_orbital= ignorado (ajuda); Parâmetro desconhecido |argumento_periastro= ignorado (ajuda); Parâmetro desconhecido |semieixo_maior= ignorado (ajuda); Parâmetro desconhecido |descoberto_por= ignorado (ajuda); Parâmetro desconhecido |excentricidade= ignorado (ajuda); Parâmetro desconhecido |ref_descoberta= ignorado (ajuda); Parâmetro desconhecido |tipo_espectral= ignorado (ajuda); Parâmetro desconhecido |data_descoberta= ignorado (ajuda); Parâmetro desconhecido |ref_físicas= ignorado (ajuda); Parâmetro desconhecido |semiamplitude= ignorado (ajuda); ref stripmarker character in |ref_órbita= at position 1 (ajuda); ref stripmarker character in |ref_físicas= at position 1 (ajuda); ref stripmarker character in |ref_descoberta= at position 1 (ajuda); ref stripmarker character in |tipo_espectral= at position 5 (ajuda)
Gliese 674 b é um planeta extrassolar que orbita a estrela anã vermelha Gliese 674, localizada a aproximadamente 14,8 anos-luz (4,54 parsecs) da Terra na constelação de Ara. É um planeta gasoso ou terrestre de massa intermediária, maior que 11,09 massas terrestres. Orbita a estrela em uma órbita muito curta com um semieixo maior de 0,039 UA e um período orbital de 4,6938 dias. Foi descoberto em 2007 pelo método da velocidade radial usando o espectrógrafo HARPS.